# Рождество, которого почти не случилось
«Рождество, которого почти не случилось» (итал. Il Natale che quasi non fu) — итальянский детский комедийный фильм. Регулярно показывался на Рождество в 1970-х и начале 1980-х на канале HBO. DVD с фильмом вышел 7 октября 2003 года.

## Сюжет
Сэма Уиппла, незадолго до Рождества, посещает Санта Клаус. Он напоминает Сэму, что давно, в детстве, тот написал ему письмо, в котором благодарил за подарки и обещал помочь старику, если ему когда-нибудь понадобится помощь. И вот это время пришло: старый скряга Финеас Прюн, владеющий Северным полюсом, требует от Санты арендную плату за его жилище и завод по производству подарков. В противном случае Прюн угрожает выселить Санту, его жену и эльфов, а все игрушки забрать себе. Санта Клаус и Сэм должны найти управу на Финеаса Прюна, чтобы Рождество случилось…

## В ролях
- Россано Брацци — Финеас Прюн
- Пол Трипп[англ.] — Сэм Уиппл
- Миша Ауэр — глава эльфов Джонатан
- Альберто Рабаглиати[итал.] — Санта Клаус
- Лидия Брацци — миссис Клаус
- Сонни Фокс[англ.] — мистер Прим
- Джон Карлсен — Блоссом